# USS Norfolk (SSN-714)
Za druga plovila z istim imenom glejte USS Norfolk.
USS Norfolk (SSN-714) je jedrska jurišna podmornica razreda los angeles.